# Hammerstatt (Bayreuth)

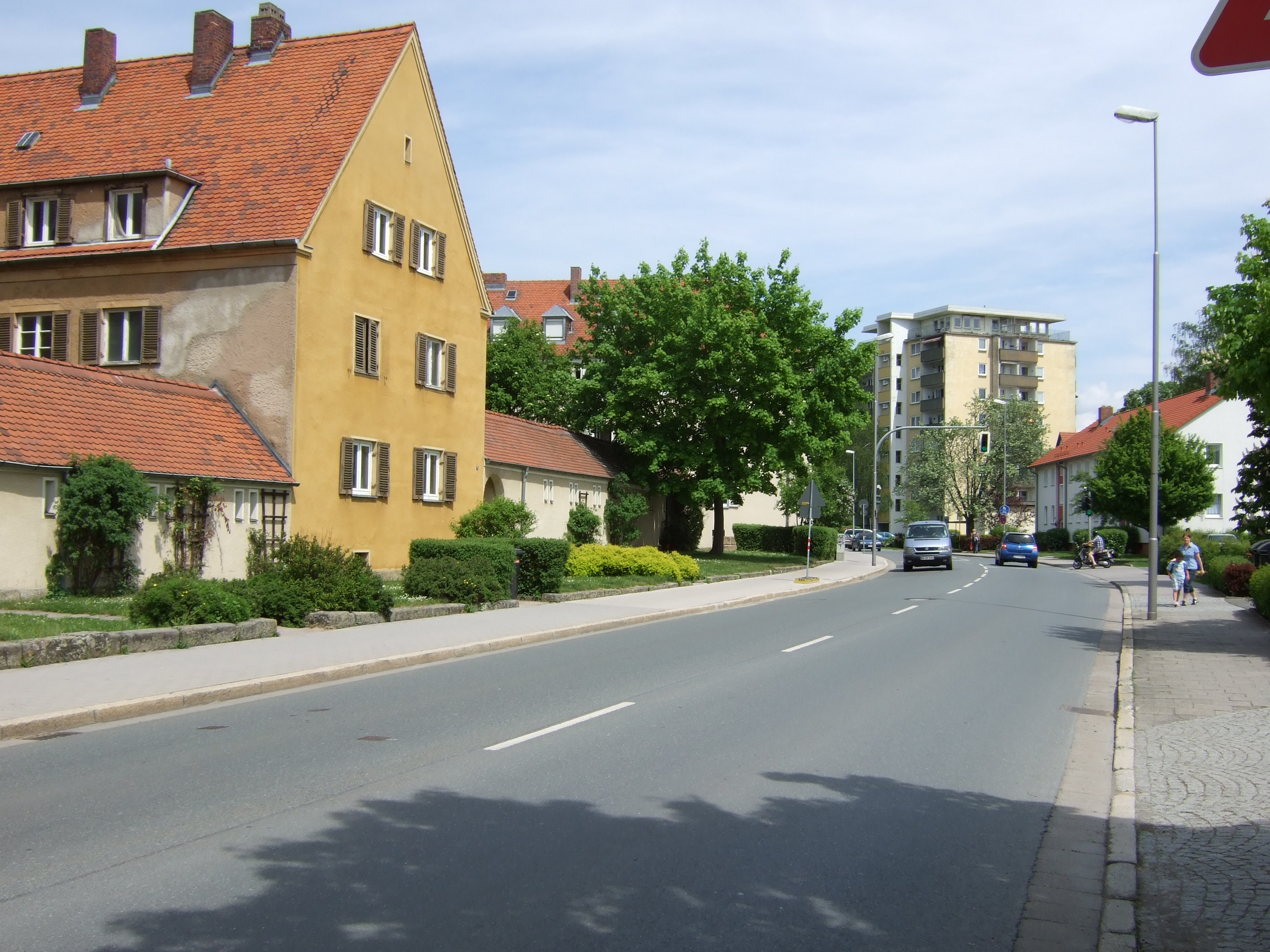
Grünewaldstraße mit dem Hochhaus

Die Hammerstatt ist ein Stadtteil von Bayreuth.

## Name
Der Name lässt sich auf den Einödhof „Hamerstadt“ zurückführen, der sich dort bis Anfang des 20. Jahrhunderts in isolierter Lage befand. Eine Schmiede mit Hammerwerk, auf die der Name hindeuten könnte, lässt sich in dem nicht mehr existenten Anwesen aber nicht nachweisen.

## Lage

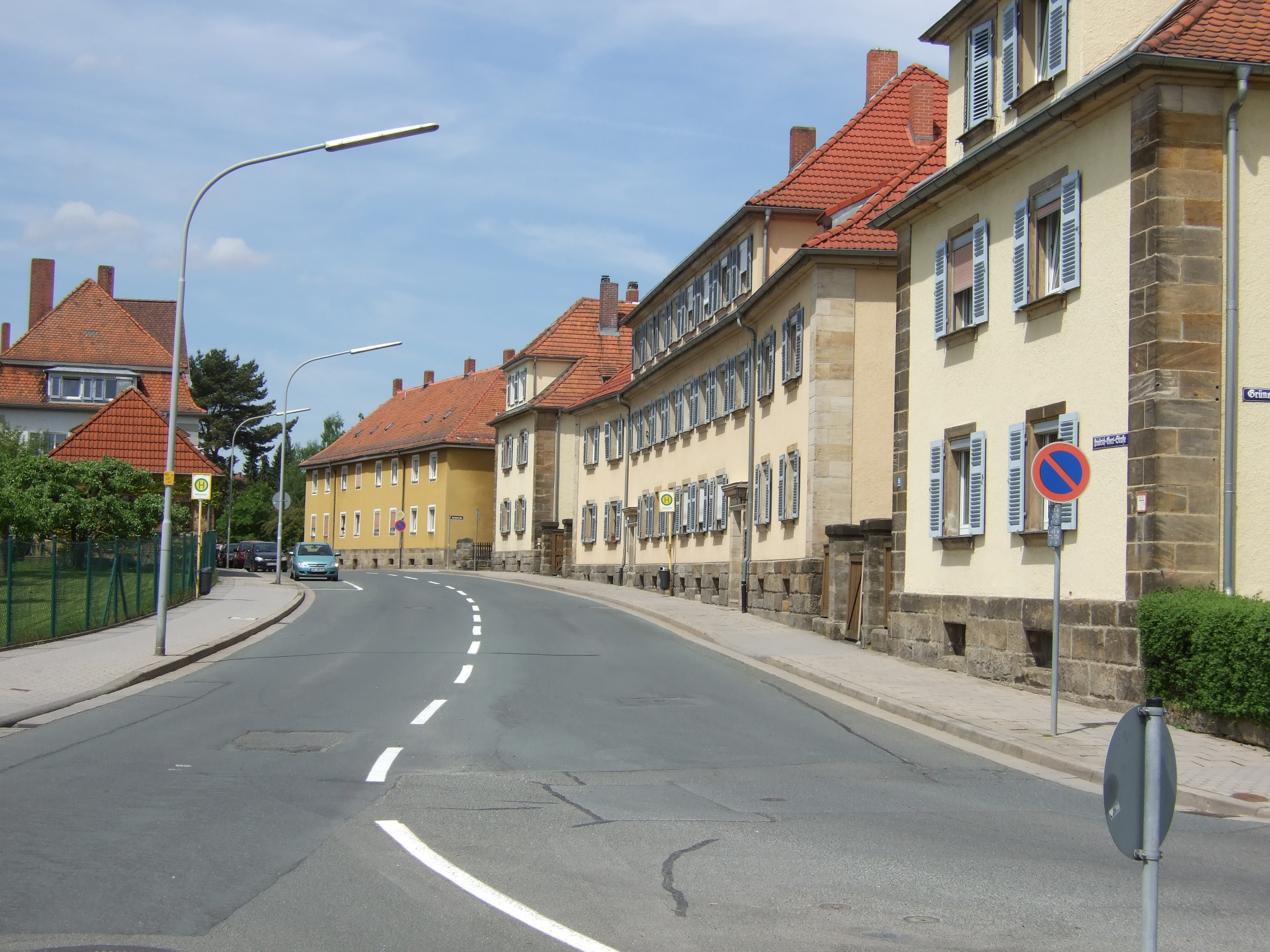
Friedrich-Ebert-Straße
(1897–1947 Hammerstraße)

Die Hammerstatt liegt östlich der Innenstadt im Tal des Roten Mains, der das Viertel nach Süden hin abgrenzt. Im Westen reicht sie bis zum Damm der Bahnstrecke Weiden–Bayreuth und zum Südabschnitt des Hauptbahnhofs, nach Norden hin bildet der Hang des Stuckbergs mit dem Stadtteil Sankt Georgen die Grenze. In östlicher Richtung öffnet sich die Hammerstatt zur Oberen Au, einer im Tal gelegenen, ehemals landwirtschaftlich genutzten Fläche, die 2016 Standort der Landesgartenschau und anschließend als „Wilhelminenaue“ zur öffentlichen Parkanlage wurde.

## Geschichte und Beschreibung

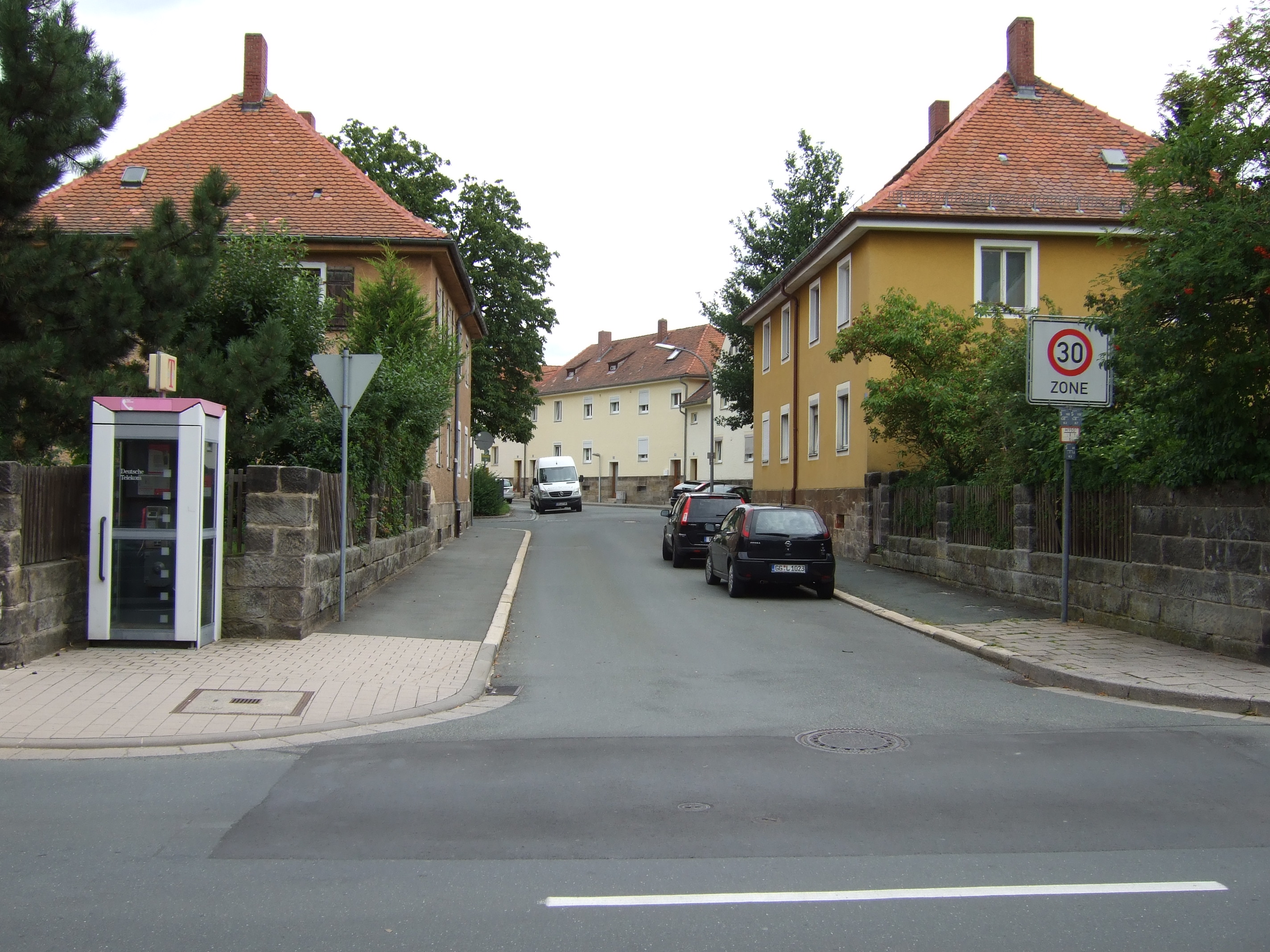
Straße Hammerstatt

Östlich des Hauptbahnhofs entstand ab 1853 die Mechanische Baumwoll-Spinnerei, die 1886 mit einer Weberei ergänzt wurde. 1860 zählte sie 620 Beschäftigte, 1935 war deren Zahl auf 1440 angewachsen. Im Jahr 1861 schuf das Unternehmen in der Burg nördlich seiner Anlagen die erste bayerische Sozialsiedlung. Im Südosten entstanden um 1900 die ersten Arbeiterwohnungen entlang der Hammerstraße (seit 1947 Friedrich-Ebert-Straße), sie bildeten die Keimzelle des entstehenden Stadtviertels. 1922 kamen Gebäude mit Wohnraum für leitende Angestellte hinzu.
Zwischen 1910 und 1925 entstanden an der Hammerstraße Werkswohnungen der Eisenbahn-Wohnungsbaugesellschaft. Auch in angrenzenden Straßen wurden Wohnungen für Eisenbahner gebaut. Die Wohnungsbaugesellschaften Bauverein (1903 gegründet) und GEWOG (1949 gegründet) schufen Mietwohnraum, dessen Nutzung nicht an ein Arbeitsverhältnis bei der Spinnerei oder der Bahn gebunden war. Die ältesten Häuser des Bauvereins stammen aus den Jahren 1909 bis 1913. Die später um die Straße Hammerstatt entstandene Bauvereinsanlage entstand nach dem Leitbild der Gartenstadt: Zweigeschossige Gebäude wurden um einen angerartigen Dorfplatz gruppiert, mit kleinen Nutzgärten um jedes Haus.
Gegenüber der Einmündung der Straße Hammerstatt in die Friedrich-Ebert-Straße steht das im Auftrag des Bauvereins von Hans Reissinger geplante Tucher-Bierstübl (heute: Hammerstätter Hof) aus dem Jahr 1926, in dem, ohne dass eine Kirche im Viertel existierte, alljährlich das Bierfest Hammerstätter Kerwa (Kirchweih) veranstaltet wurde. Der Platz an der Straße Hammerstatt, der von den Bewohnern „Gäu“ genannt wird, ist nach wie vor der soziale Mittelpunkt des Viertels.
Unweit davon, an der Max-Reger-Straße, stehen den Bauvereinshäusern von 1920 Gebäude aus dem Dritten Reich von 1936/37 gegenüber. Der große Wohnblock zwischen Gluck-, Schumann- und Haydnstraße entstand erst 1950 bis 1953. Östlich davon war in der Nachkriegszeit ein Barackenlager entstanden, dessen Bewohner in den 1950er Jahren in auf dem Areal um die Grünewaldstraße errichtete Genossenschaftswohnungen umzogen. Die Häuser waren zunächst einfach ausgestattet und die Wohnungen selten größer als 60 m².
Im Zuge der Großplanungen der NSDAP wurde der Rote Main östlich der heutigen Friedrich-Ebert-Straße aufgestaut und als Teil eines projektierten „Gausportfeldes“ am 7. Juli 1940 als Flussbad eingeweiht.
An der Grünewaldstraße, die 1961 Durchgangsstraße wurde, steht mit dem vom Bauverein Bayreuth eG errichteten „Punkthaus“ das 1955 bis 1957 gebaute achtgeschossige zweite Hochhaus der Stadt. Die umgebenden Wohnanlagen entstanden ab 1955 durch den Bauverein und zeichnen sich durch die Erprobung neuer Gebäudetypen (z. B. „Laubenhäuser“ mit parkartiger Umrahmung) aus.

## Industrie und Gewerbe
Gegenüber der Einmündung der Haydnstraße in die Friedrich-Ebert-Straße befindet sich seit 1930 eine Farbenfabrik (Lackfabrik Julius Rotter & Co.) mit Gebäuden aus der Wilhelminischen Zeit. Ab 1956 wurden Kunststoffe hergestellt, seit 1960 trägt das Werk den Namen Rottolin. Der Vorläufer, eine Leimsiederei, war bereits 1850 nachweisbar.
Den Standort der Weberei der ehemaligen Mechanischen Baumwoll-Spinnerei hatte eine Textilfirma übernommen. Webatex hatte 130 Mitarbeiter, der Umsatz betrug im Jahr 2014 etwa 21 Millionen Euro. Seit 2016 gehörte sie zur österreichischen Getzner Textil AG. Die Webatex wurde 2021 von Getzner Textil AG geschlossen.

## Bildung

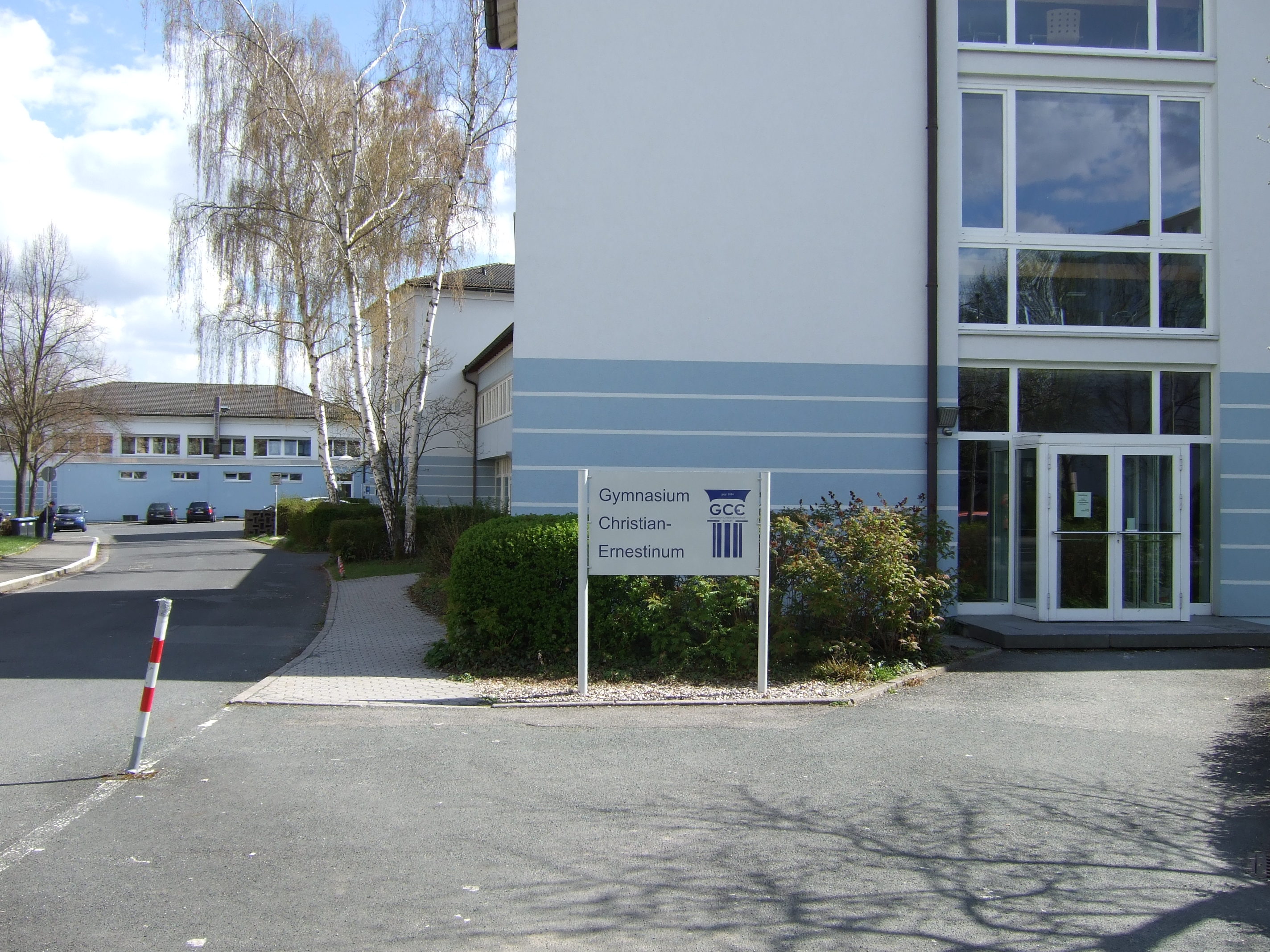
Gymnasium Christian-Ernestinum

Östlich der Albrecht-Dürer-Straße befindet sich seit 1964 mit dem Christian-Ernestinum in einem Neubau das älteste Gymnasium der Stadt.

## Sport

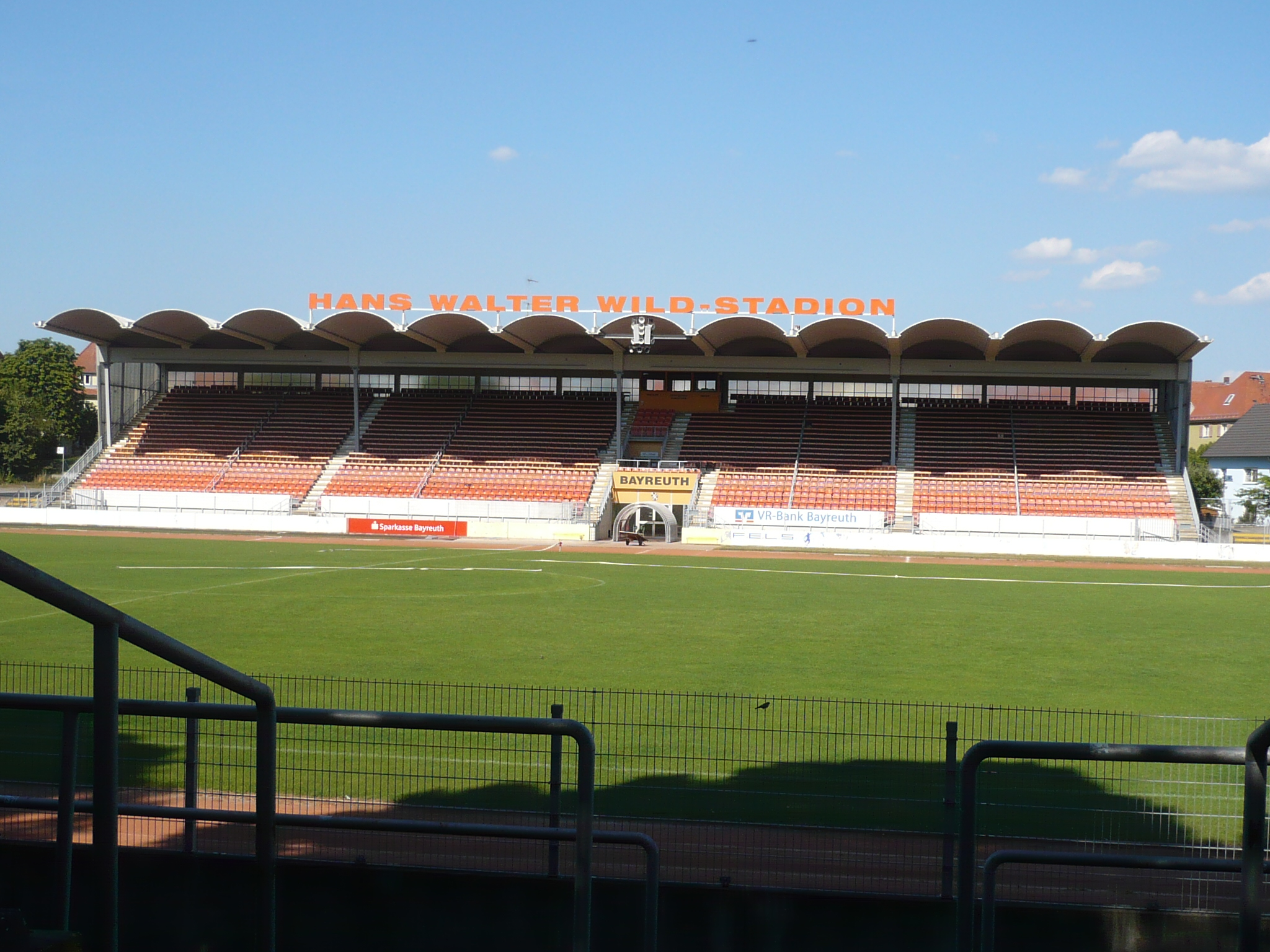
Hans-Walter-Wild-Stadion

Im Bereich der Hammerstatt liegt das städtische Hans-Walter-Wild-Stadion.

## Verkehr
Hauptachse war zunächst die heutige Friedrich-Ebert-Straße, die inzwischen bedeutendere Albrecht-Dürer-Straße war zunächst nur eine Stichstraße ohne direkte Verbindung zur Innenstadt. Deren Verlängerung über den Roten Main in Richtung Stadtmitte wurde 1964 realisiert, seitdem trägt sie als Abschnitt der Bundesstraße 2 und Ausfallstraße zur Bundesautobahn 9 die Hauptlast des Verkehrs. Die Grünewaldstraße ist als östliche Querverbindung zwischen den genannten Straßen von Bedeutung.
Der Hauptbahnhof schließt sich an das westliche Ende der Hammerstatt an. Das Viertel wird von der städtischen Buslinie 302 im Tarifbereich des Verkehrsverbunds Großraum Nürnberg (VGN) erschlossen.

## Persönlichkeiten
- In der Hammerstraße 34 1/2 lebte die verwitwete Fabrikarbeiterin Christiane Gick, die bei der Stadtratswahl im Juni 1919 für die USPD kandidierte und als erste Frau in den Bayreuther Stadtrat einzog.
- Adam Seeser (1906–1981), Gewerkschaftssekretär und späterer zweiter Bürgermeister sowie Ehrenbürger der Stadt, lebte in der Hammerstraße 34.[14]

## Sonstiges
Im Tucherbräustübl an der Hammerstraße wurden am 7. September 1937 der Sozialdemokrat Oswald Merz und weitere Mitglieder des ehemaligen Arbeiter-Sängervereins verhaftet und misshandelt. Merz wurde zu 18 Monaten Gefängnis verurteilt und anschließend im Konzentrationslager Dachau interniert. Am 18. Mai 1946 verstarb er an den Folgen der Haft.

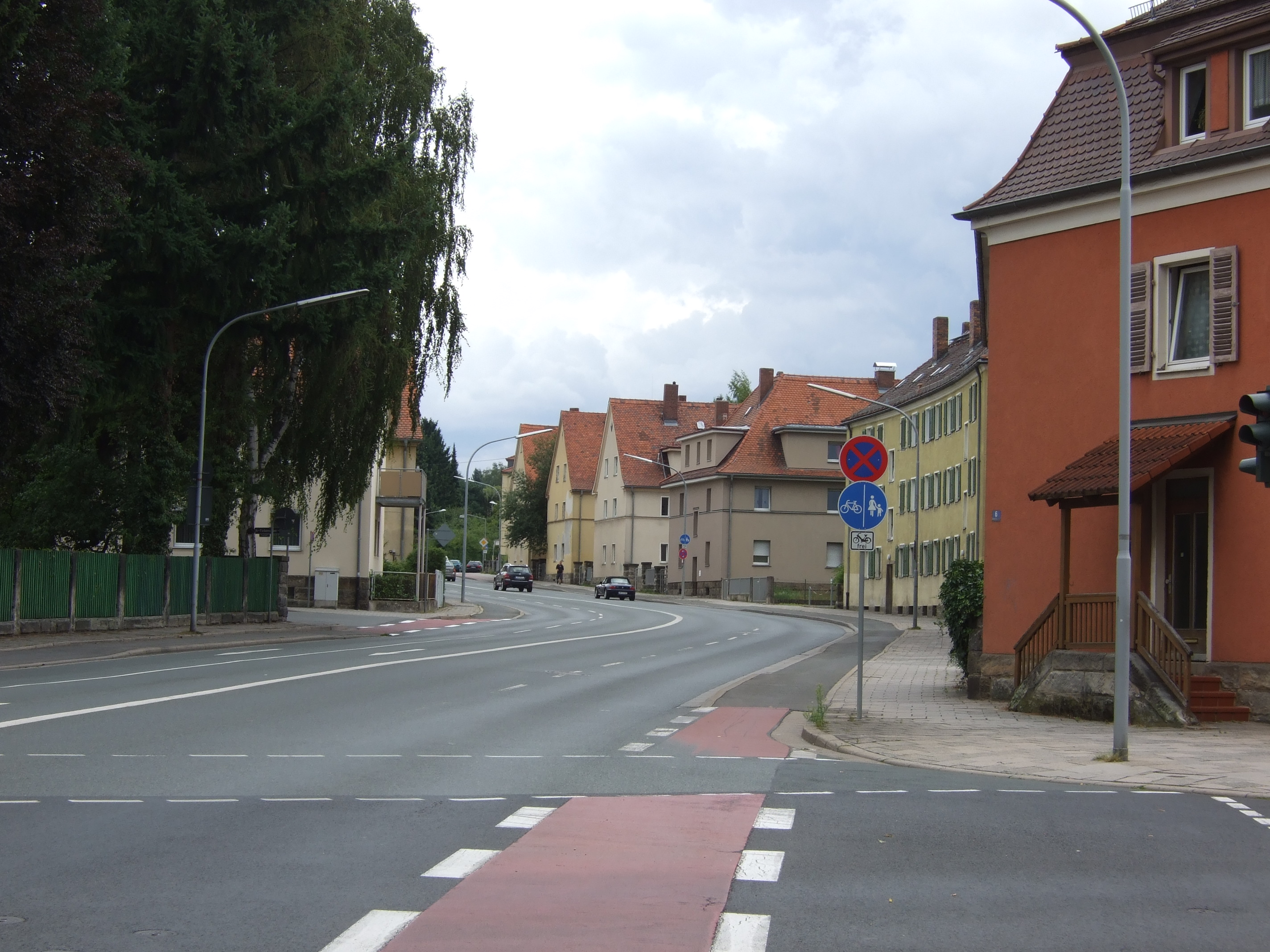
Albrecht-Dürer-Straße
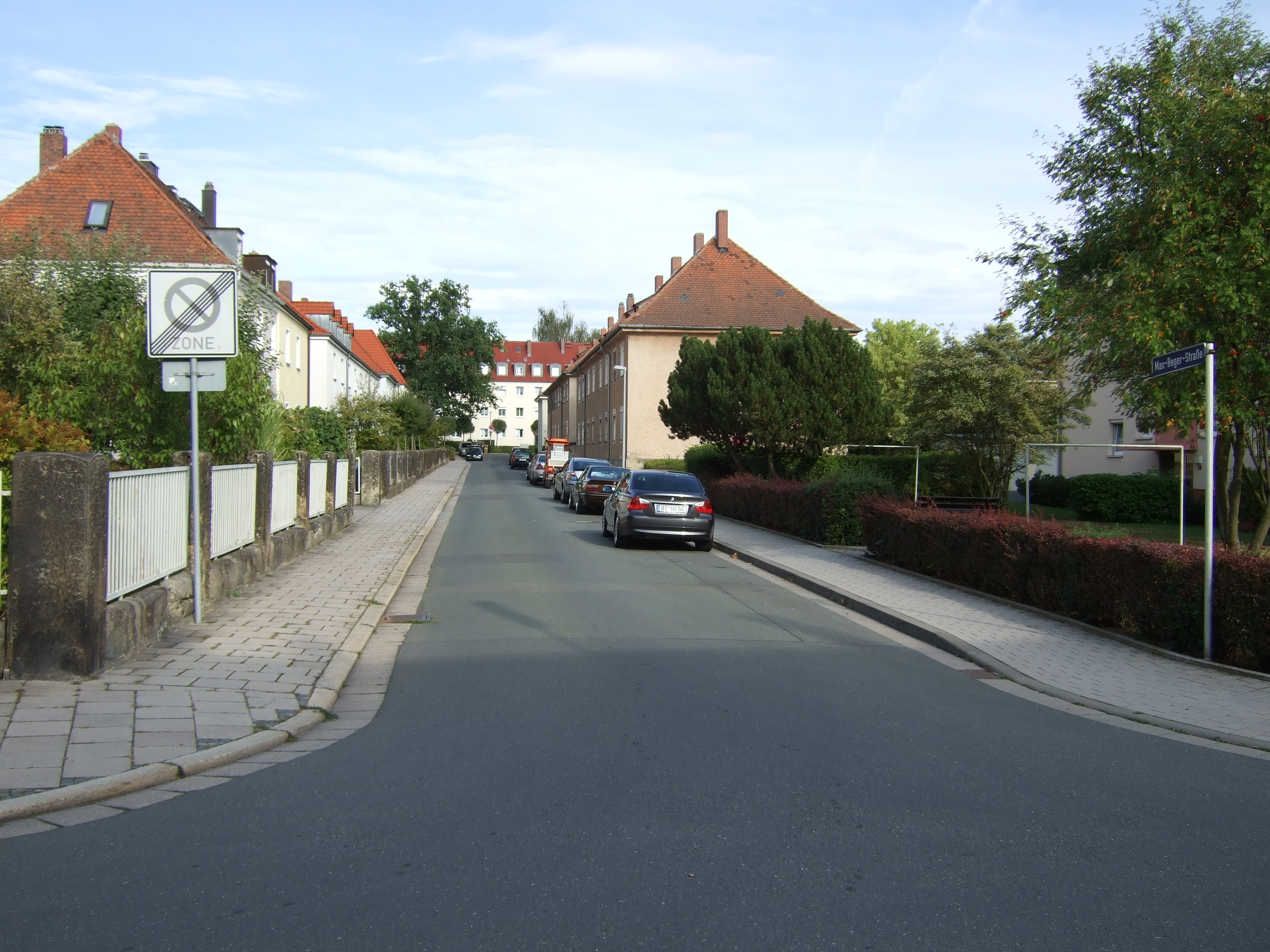
Max-Reger-Straße
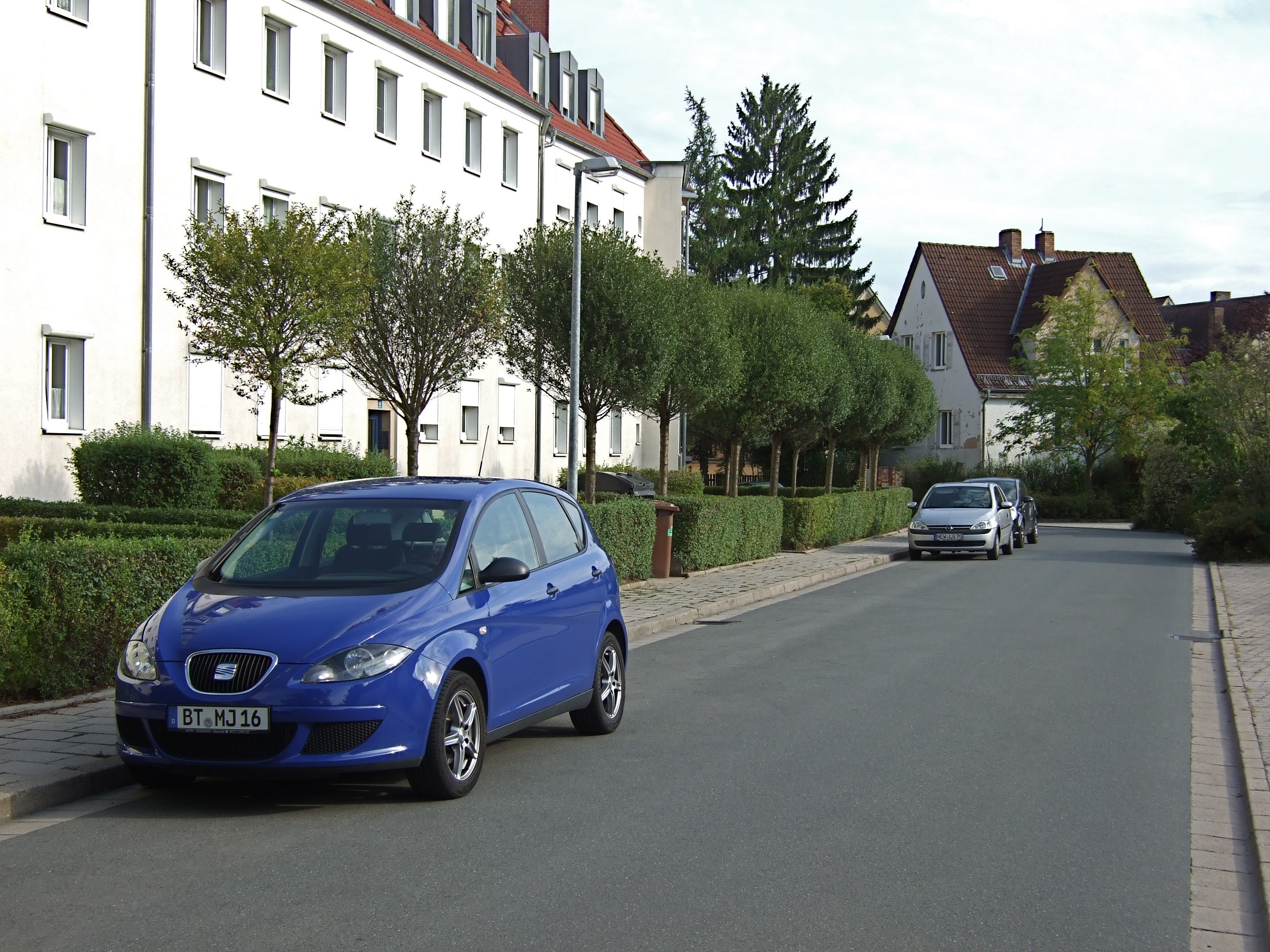
Gluckstraße mit dem Häuserblock von 1950 bis 1953
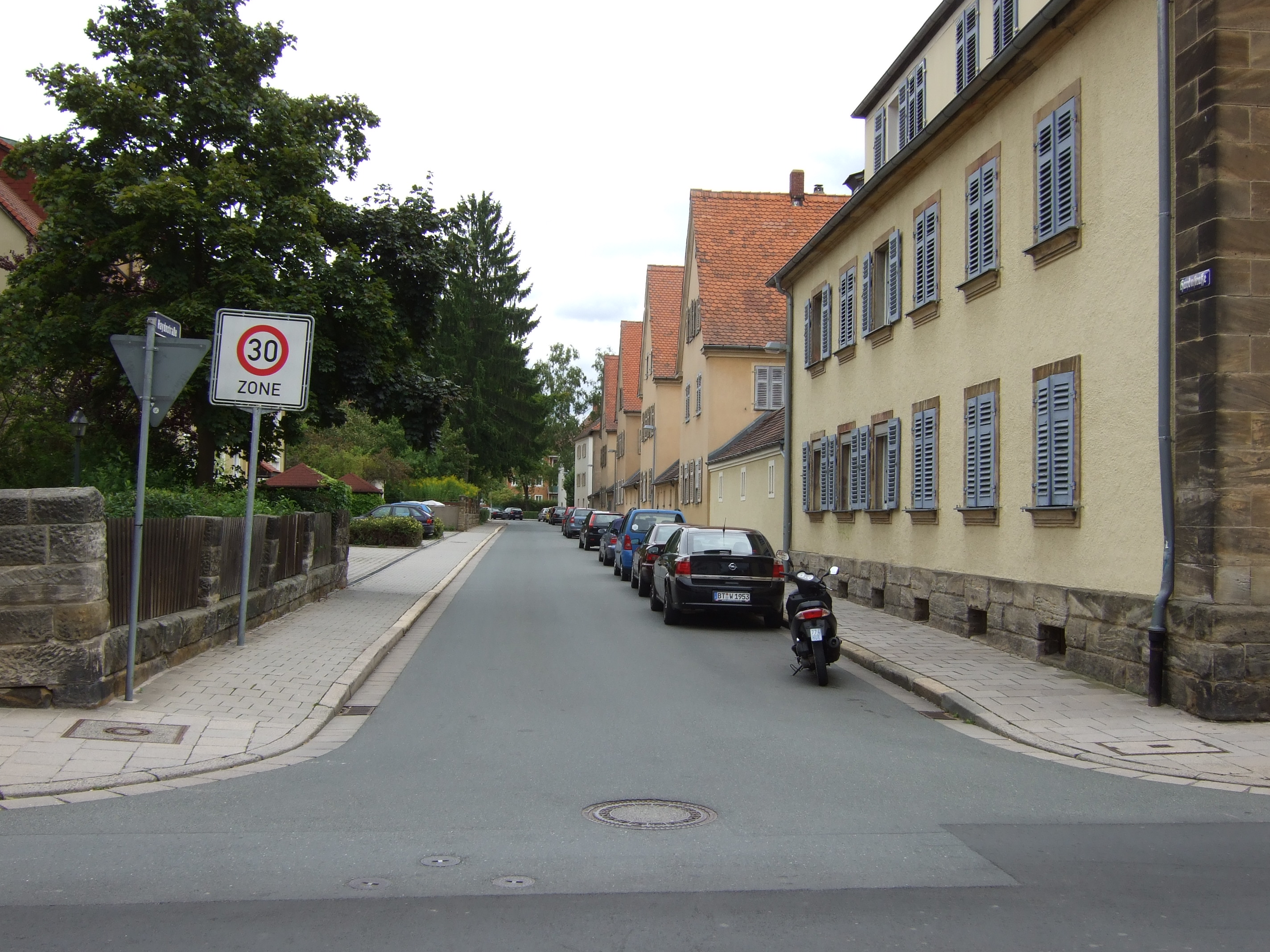
Haydnstraße